# Col Sylvan
Pour les articles homonymes, voir Sylvan.
Le col Sylvan (Sylvan Pass) est un col de montagne situé à 2 598 m d'altitude dans le parc national de Yellowstone dans la chaîne Absaroka dans l’État du Wyoming aux États-Unis. Le col est la porte d’accès orientale du célèbre parc qu’il relie à la forêt nationale de Shoshone située plus à l’est.
Le col fut nommé d’après le lac Sylvan (Sylvan Lake) situé à proximité. Celui-ci tient son nom du mot latin Silvānus qui signifie dieu des forêts. Ce lac fut construit par le travail d’érosion des glaciers sur les roches. La route est fermée durant la saison hivernale car les avalanches y sont nombreuses et dangereuses. La route originelle pour passer le col fut pensée par le capitaine Hiram Chittenden qui appartenait au corps de génie militaire.